# Ansgar Bethge
Ansgar Bethge (* 16. November 1924 in Roxförde; † 13. Januar 2008) war ein deutscher Marineoffizier, zuletzt Vizeadmiral der Bundesmarine und von 1980 bis 1985 Inspekteur der Marine.

## Leben
Ansgar Bethge wurde als Sohn eines Pfarrers geboren. Nach dem Besuch des Fürst-Otto-Gymnasiums in Wernigerode trat er am 1. Juni 1942 als Offizieranwärter in die Kriegsmarine ein. Zunächst leistete er in der Schiffsstammdivision in Stralsund Dienst und erhielt ab Oktober 1942 eine Ausbildung auf dem Schlachtschiff Scharnhorst. Bethge absolvierte neben der Seeoffiziersausbildung eine U-Bootausbildung und war im Zweiten Weltkrieg u. a. Kommandant eines Kleinst-U-Bootes.
Nach dem Krieg machte Bethge als Tischlerlehrling einen neuen Anfang, absolvierte als Geselle noch eine Fachschule und hatte schließlich im September 1956 seine Ausbildung zum Möbelkaufmann abgeschlossen. Noch im gleichen Jahr trat er in die Bundeswehr ein. Als Leutnant zur See fungierte er zunächst als Personal- und Prüfoffizier bei der Annahmestelle Köln. Bereits 1957 erreichte er den Rang eines Kapitänleutnants und diente als Wach- und Kadettenoffizier beim 1. Geleitgeschwader. Im Jahre 1959 absolvierte er einen Navigationskurs für Langfahrt in England.
Im Range eines Korvettenkapitäns wurde Bethge 1960 Lehroffizier an der Marineortungsschule. Im Jahr darauf diente er als Operationsoffizier auf dem Zerstörer 3. Von 1962 bis 1964 absolvierte er den 4. Admiralstabslehrgang an der Führungsakademie der Bundeswehr in Hamburg. Ab 1964 war er dort als Lehrstabsoffizier für Seekriegslehre eingesetzt, 1965 erfolgte seine Beförderung zum Fregattenkapitän. Im Jahre 1966 wurde Bethge Erster Offizier auf dem Schulschiff Deutschland und 1967 dann Kommandant des Zerstörers Hamburg.
Nach einer Ausbildung für Lenkwaffen-Zerstörer bei der US-Marine (1968) wurde er 1969 Kommandant des Lenkwaffen-Zerstörers Lütjens. Ein Jahr darauf erfolgte die Beförderung zum Kapitän zur See. Bethge übernahm die Funktion eines A3-Stabsoffiziers und stellvertretenden Kommandeurs der Zerstörerflottille. Im Jahre 1971 kam er als Referent in den Führungsstab der Marine, 1973 war er dort Stabsabteilungsleiter.
Bethges Beförderung zum Flottillenadmiral erfolgte 1974, bereits 1976 wurde er dann, unter Beförderung zum Konteradmiral, Stellvertretender Inspekteur der Marine und Chef des Stabes im Führungsstab der Streitkräfte. Am 1. April 1980 übernahm Ansgar Bethge als Nachfolger von Günter Luther die Amtsgeschäfte des Inspekteurs der Marine. In den folgenden fünf Jahren leitete der Vizeadmiral den Ausbau der Bundesmarine, u. a. mit der Übernahme des ersten Schnellbootes der neuen Klasse 143A. Dieser Modernisierungsschritt beruhte noch auf Beschaffungsgenehmigungen durch den Bundestag im Jahre 1978.
Bethge war kreativ und regte damals an, neue Vorhaben in die parlamentarische Behandlung zu bringen, wie das neue Minenkampfboot 343 und Verbesserungen der U-Boot-Klasse 206.
In dieser Zeit und später wies der Admiral auf die Aufrüstung der Sowjetunion zur See hin und forderte weitere Investitionen in die Seerüstung. Auch die starke Vermehrung der sowjetischen Handelsflotte sah Bethge unter militärischen Gesichtspunkten, da sich diese Schiffe im Ernstfall auch militärisch nutzen ließen.
Altershalber trat Ansgar Bethge zum 1. April 1985 nach fünf Jahren, in den Ruhestand. Nachfolger als Inspekteur der Marine wurde Dieter Wellershoff.

## Auszeichnungen
- 1978: Verdienstkreuz 1. Klasse der Bundesrepublik Deutschland[1]
- 1983: Großes Verdienstkreuz der Bundesrepublik Deutschland
- 1985: Großes Verdienstkreuz mit Stern der Bundesrepublik Deutschland